# Diablo Guardián
Diablo Guardián es una novela del escritor mexicano Xavier Velasco, publicada en abril de 2003. Ganó el Premio Alfaguara de novela 2003. Fue adaptada en formato de serie televisiva, producida por la plataforma Amazon Prime, y cuenta con las actuaciones de Paulina Gaitán como Violetta, Adrián Ladrón como Pig, Andrés Almeida como Nefastófeles, y Monica Dionne como la madre de Violetta.

## Acerca del autor

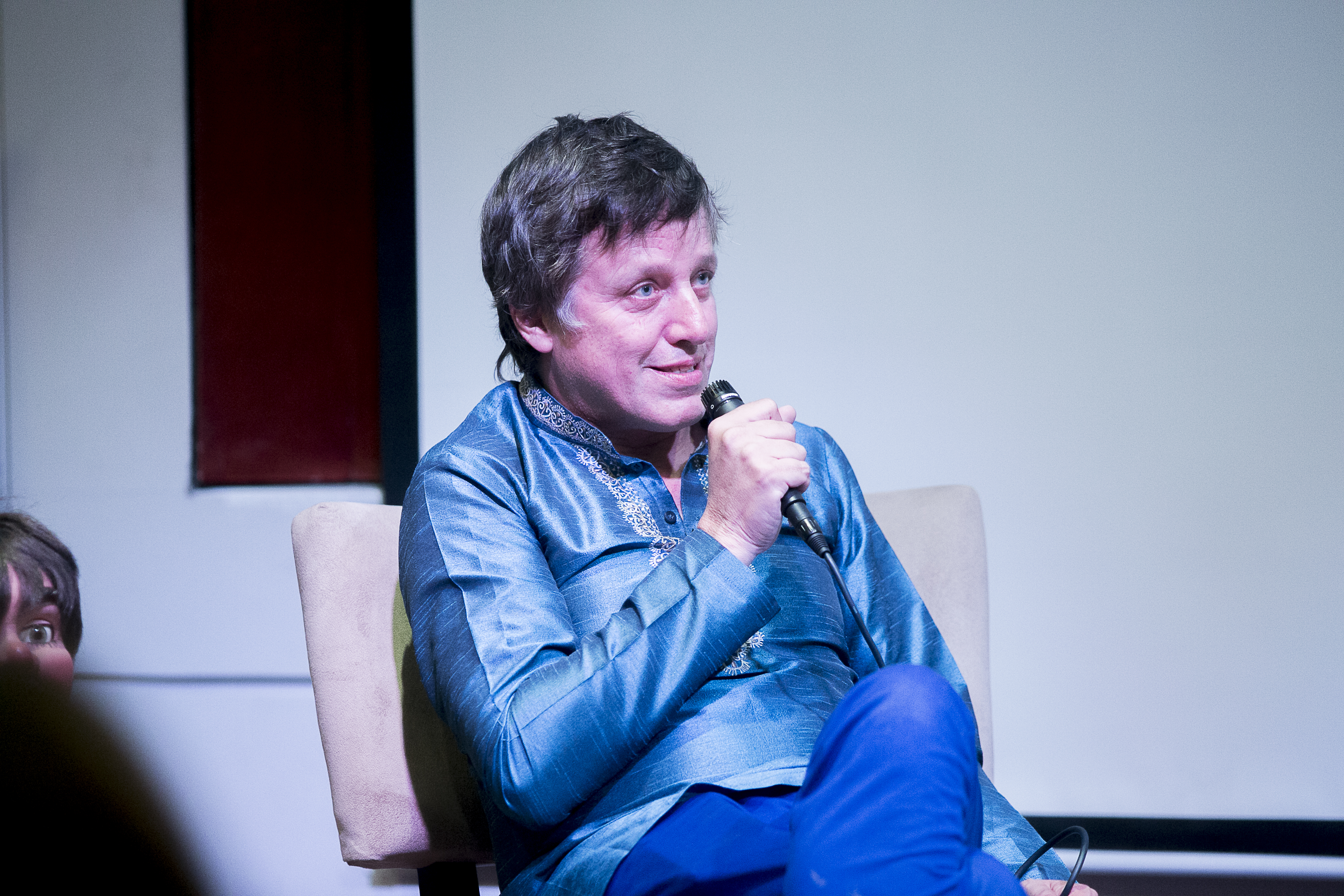
Xavier Velasco, autor de la novela.

Xavier Velasco, nacido en 1964 es un autor mexicano galardonado con el premio Alfaguara por la novela Diablo Guardián publicada en el año 2003. 
Entre sus obras se encuentran: Una banda nombrada Caifanes - 1990, Cecilia - 1994, Diablo Guardián - 2003, El materialismo histérico - 2005, Luna llena en las rocas 2006, Este que ves - 2007, Puedo explicarlos todo - 2010 y La edad de la punzada - 2012.
Además de escribir novelas, el autor también ha realizado trabajos para diferentes periódicos y revistas como: unomásuno, El Nacional, La Crónica, El País, letras Libres y Aire. Actualmente, prepara una nueva novela y ocasionalmente escribe en su blog (xaviervelasco.com) y Zenda Libros
Su libro más reciente es Los años sabandijas (2016).

## Sinopsis
Diablo Guardián es una historia en la que predomina el lenguaje coloquial, fuera de inhibiciones e incluso puede considerarse vulgar, pero eso es sólo un gancho para atrapar al lector; otro es la manera en la que el autor va atrapando la atención poco a poco, conforme transcurre el día a día de la protagonista y que además a mitad de la trama le sea robado el protagonismo y sea dirigido hacia otro personaje. 
Violetta, al sólo contar con quince años de edad, decide en un acelerado momento de frustración, robar a sus padres doscientos  diecisiete mil dólares y cruzar la frontera hacía Nueva York, con esto pretende buscar una vida más acelerada, llena de despilfarros y adicciones; una vez consiguiendo su meta de llegar al corazón de Nueva York, Violetta consigue vivir ahí por cuatro años en los que aprende a vivir de la seducción. 
Conquistando hombres adinerados en los vestíbulos de los hoteles más lujosos, encontrándose en uno de ellos a Nefástofeles, un truhan aún más vivo que ella, quien se hace pasar por un supuesto heredero que la deslumbra y a partir de ese momento la vida de Violetta da un giro de 180 grados. 
Nefástofeles se transforma en una daga clavada en la espalda de la chica hasta su regreso a México, en dónde se topa a otro singular personaje, “Pig”. Un joven escritor, que por conformidad termina trabajando como un simple publicista. 
Después de la entrada de Pig en la vida de Violetta, llega el momento del Diablo Guardián. Lo que se transforma en el momento crucial de la historia, ya que es tiempo de cerrar los ojos, lanzar los dados y mandar todo al diablo, pero esto, solo se hace cuando crees que realmente ya todo se va a acabar.

## Capítulos
El libro consta de 27 capítulos:
- 1.- ¿Quién de ellos no era yo?
- 2.- Parábola del buen pastor.
- 3.- El huérfano invisible.
- 4.- Vengan esos mil.
- 5.- Pasajeros en trance.
- 6.- Sin pecado concebida.
- 7.- Mayúsculo patíbulo.
- 8.- Más rápida que Superman.
- 9.- Te jodí, Charlie Brown.
- 10.- Start spreading the news...
- 11.- Porquerías de vedette.
- 12.- Femme Fatale à Manhattan.
- 13.- Las horas moribundas.
- 14.- Snoopy se llamaba Supermario.
- 15.- No olvides que no existo.
- 16.- La sombra de Nefastófeles.
- 17.- Positivamente tuya.
- 18.- Greatings from Golgotha!
- 19.- El aullido al caer.
- 20.- Se busca chica mala de buena familia.
- 21.- Rento par de metáforas con poco uso.
- 22.- La rebanada oculta del pastel.
- 23.- Tac, tac, tac.
- 24.- Esta vida es un Gulag.
- 25.- El mal juicio de Judas.
- 26.- Bésame, Corvette.
- 27.- Ella y yo, de tú a tú.

## Serie televisiva
El 12 de noviembre de 2016 la serie fue confirmada dentro de Los Cabos International Film Festival. José Nacif, Ramiro Ruiz, Francisco González Compean y Rodrigo Santos son los productores de la producción de la plataforma mexicana Blim, aunque el 22 de marzo de 2018 se dio a conocer en medios de comunicación que la serie ya no sería transmitida en la plataforma Blim, sino que pasa a manos de Amazon Prime y fue transmitida en esta plataforma en mayo del 2018.

Sobre la elección de la actriz en la serie, Xavier Velasco dijo:
«Me dejó muy contento, es una Violetta recargada, es otra Violetta y para mí ahora consiste en asumir esta otra Violetta que viene de regreso, no es la que yo mandé, es otra que quién sabe qué mañas agarró en el camino y regresa viva».
La serie contará con dos temporadas de 10 capítulos cada una.